# همه مردان رئیس‌جمهور (فیلم)
همهٔ مردان رئیس‌جمهور (به انگلیسی: All the President's Men) (سال اکران ۱۹۷۶) فیلمی از آلن جی پاکولا دربارهٔ تقلب انتخاباتی در زمان ریچارد نیکسون که به رسوایی واترگیت مشهور شد و استعفای نیکسون را از ریاست جمهوری آمریکا در پی داشت. این فیلم نامزد هشت جایزه اسکار بود که چهار جایزه را دریافت کرد.

## پیشینه
پس از رسوایی واترگیت که دو روزنامه‌نگار جوان واشینگتن پست به نام باب وودوارد و کارل برنشتاین در افشای تخلفات انتخاباتی ریاست جمهور وقت آمریکا ریچارد نیکسون نقش به سزایی ایفا کردند رابرت ردفورد علاقه‌مند شد فیلمی با محوریت این دو روزنامه‌نگار جوان تهیه کند. نخست به الیا کازان مراجعه می‌کند که او نمی‌پذیرد و سپس با ویلیام فریدکین وارد مذاکره می‌شود که او هم نمی‌پذیرد و سرانجام دوستش آلن جی پاکولا می‌پذیرد که کارگردانی فیلم را به عهده بگیرد خود ردفورد بازی در نقش باب وودوارد را می‌پذیرد و داستین هافمن نیز نقش خبرنگار دیگر کارل برنشتاین را بازی می‌کند.

## خلاصهٔ داستان
داستان این فیلم بر اساس ماجرای واقعی نوشته شده است. ماجرایی که در ۱۷ ژوئن ۱۹۷۲ در دوره ریاست جمهوری ریچارد نیکسون از ستاد فرماندهی دموکرات‌ها در واشینگتن با دستگیری پنج سارق با وسائل مدرن استراق سمع آغاز می‌شود و با ورود باب وودوارد (رابرت ردفورد) گزارشگر تازه‌کار واشینگتن پست و کارل برنستاین (داستین هافمن) گزارشگر پرانرژی و پی‌گیر روزنامه وارد مرحلهٔ تازه‌ای می‌شود.

## بازیگران
| بازیگر               | نقش                                   |
| -------------------- | ------------------------------------- |
| رابرت ردفورد         | باب وودوارد                           |
| داستین هافمن         | کارل برنستین                          |
| جک واردن             | هری ام. روزنفلد                       |
| جیسون روباردز جونیور | بن برادلی سردبیر روزنامه واشینگتن پست |
| مارتین بالسام        | هوارد سیمونز                          |
| هال هالبروک          | صدا کلفته                             |
| جین الکساندر         | جودی هوبک                             |
| مردیت باکستر         | دبی اسلوآن                            |
| ند بیتی              | مارتین داردیس                         |
| استفن کالینز         | هیو دبلیو. اسلوآن جونیور              |

## دوبلورها
- جلال مقامی به جای رابرت ردفورد در نقش باب وودوارد
- خسرو خسروشاهی به جای داستین هافمن درنقش کارل برنستین
- نصرالله مدقالچی به جای جیسون روباردز در نقش بن بردلی
- بهرام زند به جای هال هالبروک در نقش صدا کلفته
- و به همراه ناصر احمدی، جواد پزشکیان، زهرا آقارضا و…

## جوایز
| جوایز                               | رده                                                             | نامزدی‌ها                                                                      | نتیجه     | منابع       |
| ----------------------------------- | --------------------------------------------------------------- | ----------------------------------------------------------------------------- | --------- | ----------- |
| چهل و نهمین دوره جوایز اسکار        | بهترین فیلم                                                     | والتر کوبلنز                                                                  | نامزدشده  | [ ۴ ] [ ۵ ] |
| چهل و نهمین دوره جوایز اسکار        | بهترین کارگردان                                                 | آلن جی پاکولا                                                                 | نامزدشده  | [ ۴ ] [ ۵ ] |
| چهل و نهمین دوره جوایز اسکار        | بهترین بازیگر نقش مکمل مرد                                      | جیسون روباردز                                                                 | برنده     | [ ۴ ] [ ۵ ] |
| چهل و نهمین دوره جوایز اسکار        | بهترین بازیگر نقش مکمل زن                                       | جین الکساندر                                                                  | نامزدشده  | [ ۴ ] [ ۵ ] |
| چهل و نهمین دوره جوایز اسکار        | بهترین فیلم‌نامه اقتباسی                                         | ویلیام گلدمن                                                                  | برنده     | [ ۴ ] [ ۵ ] |
| چهل و نهمین دوره جوایز اسکار        | بهترین طراحی صحنه                                               | Art Direction: George C. Jenkins; Set Decoration: George Gaines               | برنده     | [ ۴ ] [ ۵ ] |
| چهل و نهمین دوره جوایز اسکار        | بهترین تدوین                                                    | Robert L. Wolfe                                                               | نامزدشده  | [ ۴ ] [ ۵ ] |
| چهل و نهمین دوره جوایز اسکار        | بهترین صداگذاری                                                 | ارتور پیانتدوسی, Les Fresholtz, Dick Alexander, و James E. Webb               | برنده     | [ ۴ ] [ ۵ ] |
| جوایز تدوینگران سینمای آمریکا       | Best Edited Feature Film                                        | Robert L. Wolfe                                                               | نامزدشده  |             |
| سی‌امین دوره جوایز بفتا              | بهترین فیلم                                                     | بهترین فیلم                                                                   | نامزدشده  | [ ۶ ]       |
| سی‌امین دوره جوایز بفتا              | بهترین کارگردان                                                 | Alan J. Pakula                                                                | نامزدشده  | [ ۶ ]       |
| سی‌امین دوره جوایز بفتا              | بهترین بازیگر نقش اول مرد                                       | داستین هافمن                                                                  | نامزدشده  | [ ۶ ]       |
| سی‌امین دوره جوایز بفتا              | بهترین بازیگر نقش مکمل مرد                                      | مارتین بالسام                                                                 | نامزدشده  | [ ۶ ]       |
| سی‌امین دوره جوایز بفتا              | بهترین بازیگر نقش مکمل مرد                                      | Jason Robards                                                                 | نامزدشده  | [ ۶ ]       |
| سی‌امین دوره جوایز بفتا              | Best Screenplay                                                 | William Goldman                                                               | نامزدشده  | [ ۶ ]       |
| سی‌امین دوره جوایز بفتا              | بهترین فیلم‌برداری                                               | گوردون ویلیس                                                                  | نامزدشده  | [ ۶ ]       |
| سی‌امین دوره جوایز بفتا              | بهترین تدوین                                                    | Robert L. Wolfe                                                               | نامزدشده  | [ ۶ ]       |
| سی‌امین دوره جوایز بفتا              | Best Production Design                                          | George C. Jenkins                                                             | نامزدشده  | [ ۶ ]       |
| سی‌امین دوره جوایز بفتا              | Best Soundtrack                                                 | Milton Burrow, Jim Webb, Les Fresholtz, Arthur Piantadosi, and Dick Alexander | نامزدشده  | [ ۶ ]       |
| جوایز انجمن کارگردانان آمریکا       | Outstanding Directorial Achievement in Motion Pictures          | Alan J. Pakula                                                                | نامزدشده  | [ ۷ ]       |
| سی و چهارمین مراسم گلدن گلوب        | بهترین فیلم – درام                                              | بهترین فیلم – درام                                                            | نامزدشده  | [ ۸ ]       |
| سی و چهارمین مراسم گلدن گلوب        | بهترین کارگردانی                                                | Alan J. Pakula                                                                | نامزدشده  | [ ۸ ]       |
| سی و چهارمین مراسم گلدن گلوب        | بهترین بازیگر نقش مکمل مرد                                      | Jason Robards                                                                 | نامزدشده  | [ ۸ ]       |
| سی و چهارمین مراسم گلدن گلوب        | بهترین فیلم‌نامه                                                 | William Goldman                                                               | نامزدشده  | [ ۸ ]       |
| جوایز حلقه منتقدان فیلم کانزاس سیتی | بهترین بازیگر نقش مکمل مرد                                      | Jason Robards                                                                 | برنده     | [ ۹ ]       |
| هیئت ملی بازبینی                    | ۱۰ فیلم برتر هیئت ملی بازبینی فیلم                              | ۱۰ فیلم برتر هیئت ملی بازبینی فیلم                                            | برنده     | [ ۱۰ ]      |
| هیئت ملی بازبینی                    | بهترین فیلم                                                     | بهترین فیلم                                                                   | برنده     | [ ۱۰ ]      |
| هیئت ملی بازبینی                    | Best Director                                                   | Alan J. Pakula                                                                | برنده     | [ ۱۰ ]      |
| هیئت ملی بازبینی                    | Best Supporting Actor                                           | Jason Robards                                                                 | برنده     | [ ۱۰ ]      |
| هیئت ملی حفاظت از فیلم              | فهرست ملی ثبت فیلم                                              | فهرست ملی ثبت فیلم                                                            | Inducted  | [ ۱۱ ]      |
| انجمن ملی منتقدان فیلم              | Best Film                                                       | Best Film                                                                     | برنده     | [ ۱۲ ]      |
| انجمن ملی منتقدان فیلم              | بهترین کارگردان                                                 | Alan J. Pakula                                                                | 2nd Place | [ ۱۲ ]      |
| انجمن ملی منتقدان فیلم              | Best Supporting Actor                                           | Jason Robards                                                                 | برنده     | [ ۱۲ ]      |
| حلقه منتقدان فیلم نیویورک           | Best Film                                                       | Best Film                                                                     | برنده     | [ ۱۳ ]      |
| حلقه منتقدان فیلم نیویورک           | بهترین کارگردان                                                 | Alan J. Pakula                                                                | برنده     | [ ۱۳ ]      |
| حلقه منتقدان فیلم نیویورک           | جایزه حلقه منتقدان فیلم نیویورک برای بهترین بازیگر نقش مکمل مرد | Jason Robards                                                                 | برنده     | [ ۱۳ ]      |
| جوایز انجمن فیلم و تلویزیون آنلاین  | تالار مشاهیر فیلم: تولید                                        | تالار مشاهیر فیلم: تولید                                                      | Inducted  | [ ۱۴ ]      |
| جوایز انجمن نویسندگان آمریکا        | Best Drama – Adapted from Another Medium                        | William Goldman                                                               | برنده     | [ ۱۵ ]      |

### انستیتوی فیلم آمریکا
- ۱۰۰ سال… ۱۰۰ هیجان به انتخاب بفا – #57[۱۶]
- ۱۰۰ سال… ۱۰۰ قهرمان و شرور به انتخاب بفا:
  - باب وودوارد and کارل برنستین – #27 Heroes[۱۷]
- ۱۰۰ سال… ۱۰۰ تحسین به انتخاب بفا – #34[۱۸]
- ۱۰۰ سال… ۱۰۰ فیلم به انتخاب بفا (بازبینی ۲۰۰۷) – #77[۱۹]